# Río Truful-Truful
El río Truful-Truful es un curso natural de agua que nace en las cercanías del portezuelo de Zanueco y fluye hacia el sur hasta desembocar en el río Allipén: 906  en la Región de La Araucanía.

## Trayecto
El Truful-Truful nace de la confluencia del río Quetraleufu o Quetroleufu, emisario del pequeño lago Quililo (el que recibe alimentación de la falda sur de la Sierra Nevada), y del río Rilpe con orígenes en el portezuelo de Sanueco, que separa sus cabeceras de las del río Sanueco, afluente de la laguna Gualletue de la cuenca del río Biobío. Desde la salida del lago Quililo, la longitud del río Truful-Truful es de 18 km.: 463 
Su recorrido se inicia en un ojo de agua originado por el drenaje subterráneo de la laguna Verde, que escurre de manera norte-sur entre el volcán Llaima y el cordón Cheñe. En su recorrido, origina grandes rápidos y saltos, como el salto Truful-Truful, principal punto de atracción turística del río.

## Historia
Su nombre proviene de la voz mapudungun Truful-Truful, que significa «de salto en salto», debido a los saltos de agua existentes en una zona del río.